# Вілюйський каскад ГЕС

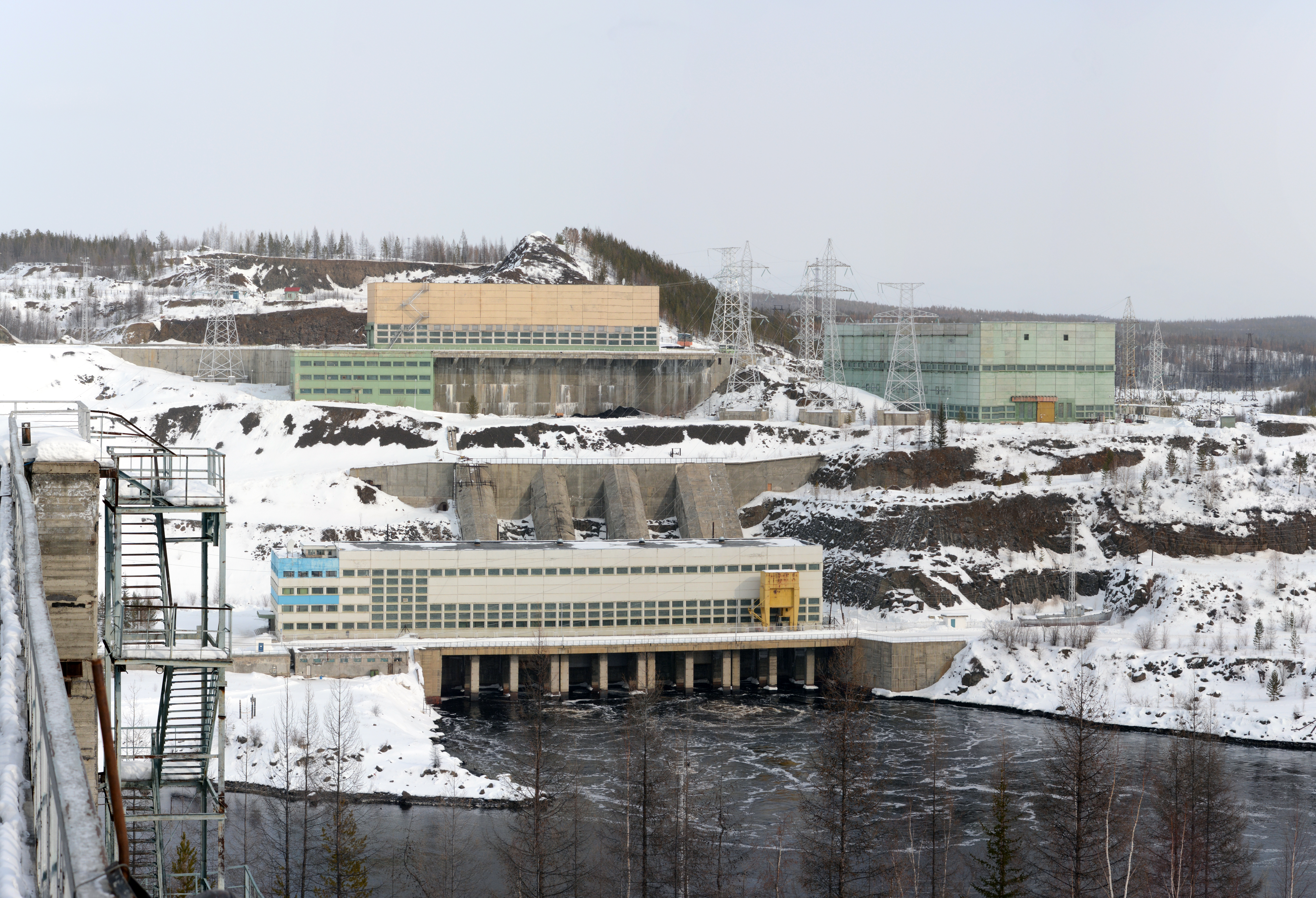
Вілюйська ГЕС-1

Вілюйський каскад ГЕС — комплекс гідравлічних електростанцій в Росії. Розташований на річці Вілюй, Якутія. Основна частина будівництва здійснена в радянський період, зведення каскаду пов'язувалося з розвитком промисловості й освоєнням значного природного потенціалу Якутії.

## Загальні відомості
Комплекс ГЕС на річці Вілюй, сумарною діючої потужністю 957,5 МВт, середньорічне вироблення 3,28 млрд кВт·год (0,33 % від загального споживання в країні) і складається з двох ступенів:
- перший ступінь — Вілюйська ГЕС, потужністю 680 МВт і виробленням 2,71 млрд кВт·год;
- другий ступінь — Вілюйська ГЕС-III, потужністю 277,5 МВт і виробленням 0,57 млрд кВт·год;

## Економічне значення
Вілюйські ГЕС дали можливість розпочати широкомасштабну розробку алмазних родовищ Якутії. Основним споживачем електроенергії є ЗАТ «АЛРОСА». ГЕС грають важливу роль в забезпеченні стійкості енергосистеми Якутії.
Працює на ізольовану від ЄЕС мережі.

## Ресурси Інтернету
- Описание Вилюйской ГЭС на сайте института «Ленгидропроект» [Архівовано 16 листопада 2017 у Wayback Machine.]
- Официальный сайт ОАО «Якутскэнерго» [Архівовано 30 жовтня 2012 у Wayback Machine.]